# Parallelia rectifascia
Parallelia rectifascia är en fjärilsart som beskrevs av Fawcett 1915. Parallelia rectifascia ingår i släktet Parallelia och familjen nattflyn. Inga underarter finns listade i Catalogue of Life.